# X&Y
X&Y là album phòng thu thứ ba của ban nhạc rock người Anh Coldplay. Album lần lượt được Parlophone phát hành tại Anh (ngày 6 tháng 6 năm 2005) và Capitol phát hành ở Mỹ sau đó một ngày. Với sự sản xuất của Coldplay và nhà sản xuất Danton Supple, album được thu âm trong giai đoạn đầy biến động của ban nhạc khi Phil Harvey (quản lý kiêm giám đốc sáng tạo của Coldplay) tạm thời chia tay nhóm. Nhà sản xuất Ken Nelson ban đầu được giao nhiệm vụ thực hiện album, nhưng nhiều ca khúc trong các phiên thu của ông bị loại bỏ do ban nhạc không hài lòng. Bìa album kết hợp các mảng màu và khối hình học để biểu thị tựa đề bằng mã Baudot.
Album gồm 12 ca khúc, chia thành hai nửa tương ứng với ký hiệu "X" và "Y", cùng một bài hát ẩn có tựa "Til Kingdom Come" (được đánh dấu "+" trên đĩa và trong sách kèm theo). Ban đầu, ban nhạc dự định để huyền thoại nhạc đồng quê Johnny Cash thu âm ca khúc này cùng giọng ca chính Chris Martin, nhưng Cash đã qua đời trước khi kịp thực hiện. Với thời lượng 62 phút 30 giây, đây là album phòng thu dài nhất của Coldplay tính đến thời điểm hiện tại.
Trước kỳ vọng cao của công chúng, X&Y nhận được nhiều đánh giá tích cực và thành công vượt trội về mặt thương mại, đứng đầu bảng xếp hạng tại 32 quốc gia - bao gồm Anh Quốc (nơi album ghi nhận tuần bán ra cao thứ ba trong lịch sử lúc bấy giờ) và Mỹ (trở thành album đầu tiên của Coldplay đứng đầu Billboard 200). Với 8.3 triệu bản toàn cầu, đây là album bán chạy nhất năm 2005 và trở thành một trong những album bán chạy nhất thế kỷ 21 với hơn 13 triệu bản tính đến tháng 12 năm 2012. Album cho ra mắt các đĩa đơn "Speed of Sound", "Fix You", "Talk" và "The Hardest Part". Dù thành công, quan điểm của ban nhạc về album dần trở nên tiêu cực theo thời gian, chủ yếu do những căng thẳng trong quá trình thu âm cùng sự không hài lòng với thành phẩm cuối cùng.

## Hoàn cảnh ra đời
Vào tháng 3 năm 2004, Coldplay công bố thông tin về X&Y khi album vẫn đang trong quá trình thu âm. Ban đầu, nhóm dự định sẽ tránh xa ánh đèn sân khấu suốt năm đó. Giọng ca chính Chris Martin chia sẻ: "Chúng tôi thực sự cảm thấy cần biến mất một thời gian và chắc chắn sẽ không phát hành gì trong năm nay, bởi tôi nghĩ mọi người đã hơi 'ngán' chúng tôi rồi." Kế hoạch này đã không thành hiện thực do áp lực từ thành công của album phòng thu thứ hai A Rush of Blood to the Head, nhưng họ vẫn quyết tâm "tạo ra tác phẩm tuyệt nhất từ trước đến nay". Trước khi thông báo chính thức, Martin, tay lead guitar Jonny Buckland và nhà sản xuất người Anh Ken Nelson đã bắt đầu ghi âm các bản demo ở Chicago. Sau đó ban nhạc chính thức bước vào phòng thu ở Luân Đôn vào tháng 1 năm 2004.

## Thu âm
Coldplay dành trọn năm 2004 để hoàn thiện X&Y. Phiên bản phát hành chính thức là phiên bản thứ ba nhóm thực hiện trong các đợt thu, thậm chí có ý kiến cho rằng đây gần như album thứ năm của họ do liên tục thay đổi danh sách ca khúc và thu âm lại. Các thành viên không hài lòng với kết quả ban đầu khi làm việc cùng Nelson – người từng sản xuất hai album trước đó là Parachutes (2000) và A Rush of Blood to the Head (2002). Đây cũng là album duy nhất Coldplay thực hiện mà không có "sự hiện diện, ảnh hưởng và định hướng" của Phil Harvey.
Ban đầu, album dự kiến phát hành cuối năm 2004 nhưng bị hoãn đến tháng 1 năm 2005. Khi ngày phát hành mới đến gần, nhóm lại loại bỏ nhiều ca khúc bị cho là "nhạt nhòa" và "thiếu cảm xúc". Trong tổng số 60 bài hát được sáng tác, 52 bản đã bị hủy bỏ. Khi tập luyện cho tour diễn, họ nhận ra các ca khúc nghe trực tiếp hay hơn bản thu: "Chúng tôi nhận ra mình chưa có đúng bài, một số bản nghe hay hơn khi trình diễn so với bản thu nên quyết định thu lại." Tay guitar Jonny Buckland thừa nhận dù cố gắng "đột phá mọi hướng", họ vẫn cảm thấy album nghe như bước lùi so với tác phẩm trước.
Để hoàn thiện album, Coldplay buộc phải "tăng tốc và làm việc cật lực". Họ mời Danton Supple – người từng chỉnh âm phần lớn cho A Rush of Blood to the Head – đảm nhận sản xuất. Đến tháng 1 năm 2005, áp lực càng lớn khi "kỳ vọng từ công chúng tăng cao" và việc hoàn thành album "ngày càng khó khăn". Mọi thứ chỉ ổn định khi nhóm hoàn thiện ca khúc "Square One" – được Martin miêu tả như "lời kêu gọi" và "lời cầu xin" nội bộ về việc "không để bất cứ điều gì hay ai đe dọa". Sau khi hoàn thành, họ cảm thấy có thể tự do sáng tạo mà không bị ràng buộc bởi yêu cầu bên ngoài. Cũng trong tháng đó, ban nhạc đã đi đến giai đoạn cuối của quá trình sản xuất, thực hiện những chỉnh sửa tinh chỉnh cuối cùng cho các ca khúc.
Tay trống Will Champion thừa nhận nhóm không vội hoàn thành album vì "viễn cảnh lưu diễn khiến chúng tôi e ngại nên muốn dành thời gian và đảm bảo mọi thứ hoàn hảo nhất". Theo anh, việc không có deadline giúp họ làm việc thoải mái, nhưng khi áp lực thời gian thực sự đè nặng, năng suất lại tăng vọt. Ở giai đoạn này, khoảng 14-15 ca khúc đã được hoàn thiện. Martin bổ sung: "Chúng tôi cứ mãi chỉnh sửa đến khi quá muộn... Hiện tại chúng tôi không nghe lại album vì sẽ lại tìm thấy chi tiết cần thay đổi." Việc trì hoãn phát hành bị coi là nguyên nhân khiến cổ phiếu EMI sụt giảm. Chris Martin phản ứng: "Tôi không quan tâm đến EMI. Cổ đông là thứ độc hại nhất của thế giới hiện đại."

## Sáng tác

### Âm nhạc

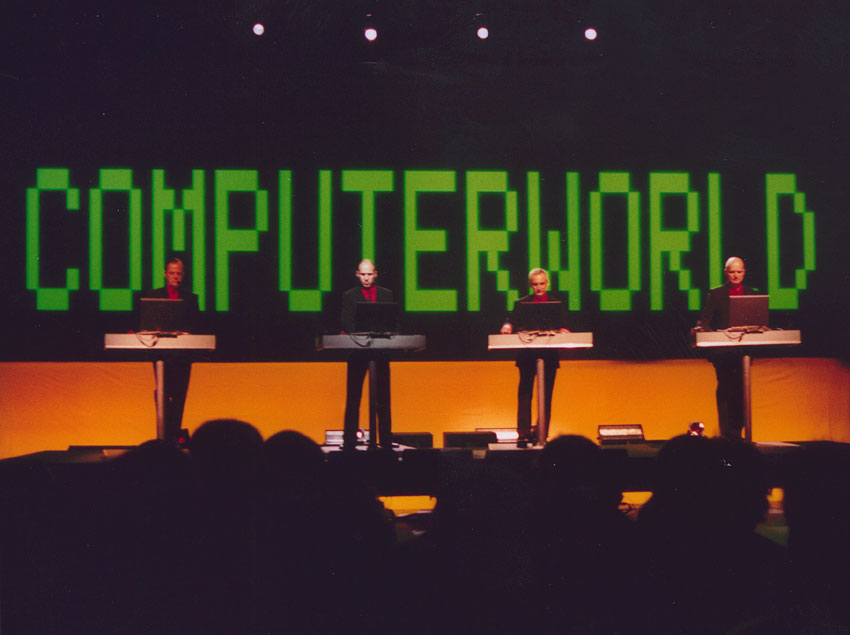
Coldplay đã được Kraftwerk cho phép sử dụng đoạn riff chính từ ca khúc "Computer Love" cho bản nhạc "Talk".

Âm nhạc trong X&Y được xây dựng đa tầng với ảnh hưởng mạnh mẽ từ chất liệu điện tử, nổi bật với việc sử dụng dày đặc synthesizer. Những đặc trưng âm nhạc góp phần tạo nên sự đồ sộ và phức tạp của album bao gồm: tiết tấu nhanh (khác biệt so với hai album trước), tiết tấu trống đa dạng, riff guitar méo tiếng và câu bass (bassline) mạnh mẽ.
Coldplay cũng chịu ảnh hưởng từ nhiều nguồn khác nhau trong album này. Dấu ấn của nhóm tiên phong nhạc điện tử người Đức Kraftwerk hiện rõ qua ca khúc "Talk"  – mượn đoạn hook (được cho phép) từ bản "Computer Love" (1981), với riff được chơi bằng guitar điện thay vì synthesizer. Album còn chịu ảnh hưởng lớn từ âm nhạc điện tử của các nhạc sĩ Anh như David Bowie và Brian Eno. Eno (người sau này sản xuất Viva la Vida or Death and All His Friends) cũng chơi synthesizer bè cho ca khúc "Low". Đĩa đơn đầu tiên "Speed of Sound", lấy cảm hứng từ tiết tấu trống (drumbeat) trong ca khúc "Running Up that Hill" của ca sĩ kiêm nhạc sĩ Kate Bush. Theo Jon Pareles từ The New York Times – người viết bài phê bình gây tranh cãi chỉ trích album, ban nhạc cố gắng "mang vẻ đẹp của 'Clocks' xuyên suốt album", mượn một số đặc điểm của nó trong các ca khúc như "Speed of Sound". Ca khúc mở đầu "Square One" còn sử dụng motif nổi tiếng từ Also sprach Zarathustra – được biết đến nhiều hơn qua bài nhạc chủ đề phim khoa học viễn tưởng 2001: A Space Odyssey (1968) của Stanley Kubrick. Chuỗi ba nốt nhạc được tái hiện trong bài hát bằng những riff guitar méo tiếng, kết hợp với synthesizer nền để tạo kết cấu âm nhạc. Chuỗi nhạc này cũng chuyển thành một phần điệp khúc, làm nổi bật chất giọng falsetto đặc trưng của Chris Martin.
"Fix You" mang âm hưởng đàn organ và piano. Ca khúc bắt đầu bằng giai điệu ballad organ điện tử nhẹ nhàng cùng giọng falsetto của Martin, sau đó phát triển với tiếng guitar acoustic và piano. Âm thanh chuyển biến qua đoạn guitar ba nốt da diết, vang lên trên nền tiết tấu sôi động. Phần hòa âm đa dạng với tiếng organ kiểu nhà thờ trải dài xuyên suốt, kết hợp cùng piano, riff guitar acoustic/điện, trống, bass và điệp khúc dễ hát theo. "The Hardest Part" mang phong cách ballad piano nhanh, mở đầu bằng đoạn piano riff hai nốt lặp lại, kết hợp với guitar giai điệu. Ca khúc có tiết tấu trung bình, nhịp điệu ổn định và thư giãn, kết thúc bằng những riff lặp lại dần biến mất. "Speed of Sound" xoay quanh đoạn riff keyboard cầu kỳ và điệp khúc dày đặc âm thanh, khiến ca khúc bùng nổ với tiếng trống lớn cùng những âm thanh tổng hợp. Bài hát sôi động với câu bassline mạnh và những riff guitar méo tiếng vang xa. Kevin Devine (Hybrid Magazine) nhận xét rằng "âm guitar lấp lánh của Buckland mang đến cho X&Y vầng hào quang du dương", đồng thời album chứa đựng "sợi chỉ đỏ xuyên suốt về tầm quan trọng của nỗ lực, cũng như nhu cầu giao tiếp cơ bản giữa những hỗn loạn của thế giới".

### Ca từ
Về mặt ca từ, X&Y đánh dấu một bước chuyển biến rõ rệt so với các tác phẩm trước đó, với nhiều lời bài hát tập trung vào góc nhìn chất vấn và triết học về thế giới. Trong những sáng tác cũ, Martin chủ yếu hát ở ngôi thứ nhất "tôi" ("I"), nhưng ở album này đã chuyển sang sử dụng ngôi thứ hai "bạn" ("you"). Các ca khúc trong album vì thế trở thành tấm gương phản chiếu "những nghi ngờ, nỗi sợ, hy vọng và tình yêu" của Martin, với phần lời được đánh giá là "chân thành nhưng đầy ẩn ý".

## Thiết kế bìa và bao bì

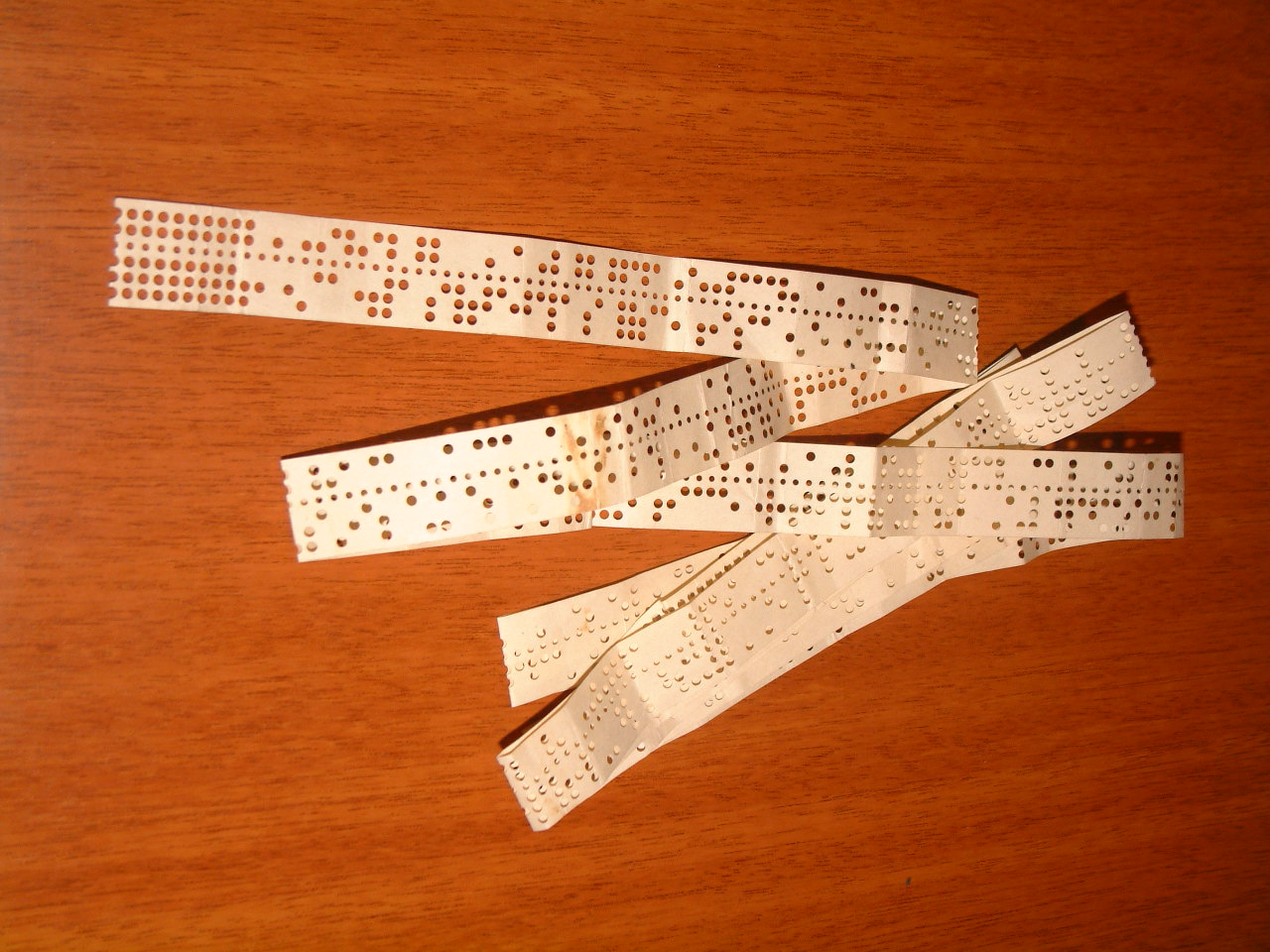
Bìa album X&Y sử dụng mã Baudot làm ý tưởng chủ đạo.

Bộ đôi thiết kế Tappin Gofton (gồm Mark Tappin và Simon Gofton) chịu trách nhiệm thiết kế hình ảnh cho album - trong đó Mark Tappin từng hợp tác với Coldplay thiết kế bìa Parachutes và các đĩa đơn liên quan trước đây. Hình ảnh bìa được tạo nên từ sự kết hợp giữa các mảng màu và khối hình học, thể hiện trực quan mã Baudot - hệ thống truyền tin điện báo cổ sử dụng chuỗi ký tự "1" và "0". Loại mã này do người Pháp Émile Baudot phát minh những năm 1870, từng được ứng dụng rộng rãi trong liên lạc điện tín.
Phần ghi chú album in kèm bảng chữ cái mã Baudot. Danh sách bài hát (xuất hiện trong sách booklet, mặt CD và mặt sau bìa) sử dụng ký hiệu "X#" cho các track 1-6 và "Y#" cho track 7-12 thay vì đánh số thông thường. Nhiều trang booklet trưng bày ảnh ban nhạc trong quá trình thu âm. Trang cuối in dòng khẩu hiệu "Make Trade Fair" (tên tổ chức quốc tế mà Chris Martin ủng hộ) dưới dạng mã Baudot. Ban nhạc cũng dành tặng album cho "BWP" - viết tắt của Bruce W. Paltrow, cha quá cố của vợ Martin lúc ấy là Gwyneth Paltrow. Tất cả đĩa đơn phát hành từ album đều trình bày tựa đề bằng mã Baudot trên bìa.

## Phát hành và quảng bá

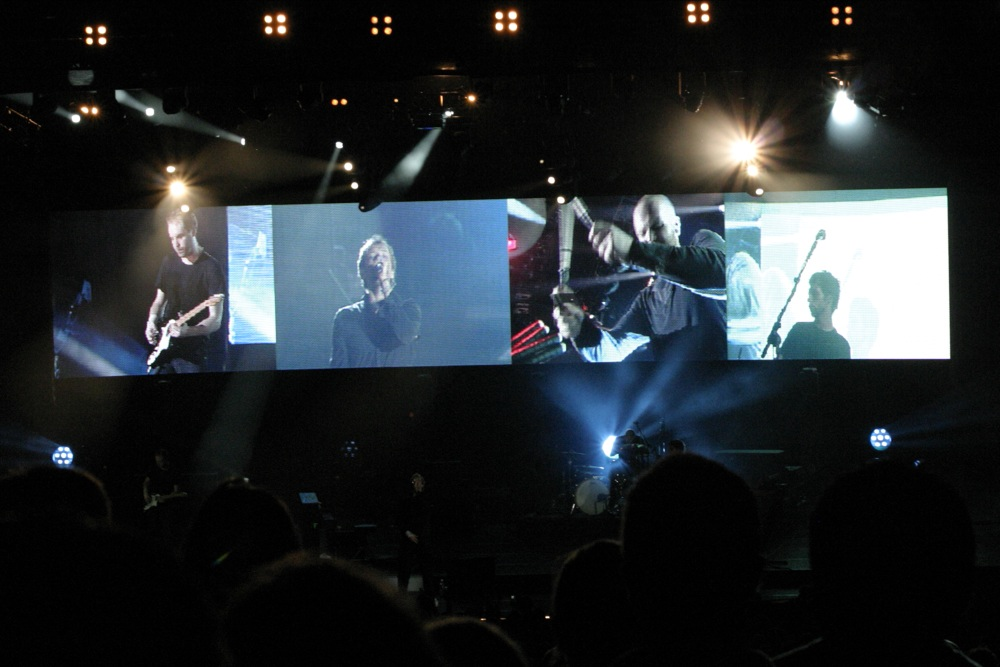
Tour diễn Twisted Logic Tour đã quảng bá cho X&Y từ năm 2005 đến 2006.

Ban đầu, X&Y dự kiến phát hành năm 2004, nhưng các tin tức sớm hơn cho biết album sẽ bị hoãn đến 2005. Nguyên nhân là do ban nhạc đã hủy bỏ nhiều bản thu trong các phiên thu âm trước đó vì không hài lòng, khiến lịch phát hành dự kiến bị lùi sang tháng 1 năm 2005. Tuy nhiên, thời hạn mới này cũng trôi qua và ban nhạc buộc phải ấn định một lịch trình khác. Đầu năm 2005, album (từng được đồn đoán có tựa đề Zero Theory) đặt mục tiêu phát hành trong khoảng tháng 3 đến tháng 5 năm 2005. Đến đầu tháng 4, Coldplay mới chốt danh sách ca khúc cuối cùng. Album chính thức phát hành tại Anh vào 6 tháng 6 năm 2005 qua hãng đĩa Parlophone, sau đó được Capitol phát hành tại Mỹ vào ngày 7 tháng 6. Một số khu vực áp dụng hệ thống bảo vệ bản quyền Copy Control. Năm 2008, Capitol phát hành phiên bản remaster của album dưới dạng 2 đĩa than 180-gram trong series "From the Capitol Vaults".
Khoảng 3 tháng trước khi phát hành album, Coldplay bắt đầu biểu diễn một số ca khúc từ X&Y tại các sự kiện trực tiếp. Đáng chú ý là màn trình diễn tại chương trình thường niên  A Sounds Eclectic Evening của đài phát thanh công cộng KCRW-FM - nơi họ trình bày 5 ca khúc mới cùng những bản hit cũ.
Album bao gồm 4 đĩa đơn chính được phát hành toàn cầu: "Speed of Sound", "Fix You", "Talk" (đều năm 2005) và "The Hardest Part" (2006). Ngoài ra, một đĩa đơn quảng bá "What If" được phát hành riêng cho các đài phát thanh Pháp, vùng nói tiếng Pháp của Bỉ và Thụy Sĩ vào tháng 6 năm 2006. Tại Bỉ, đĩa đơn thương mại CD còn bao gồm bài mặt B "How You See the World" (bản thu trực tiếp tại Earls Court) - cũng được phát hành ở các thị trường châu Âu khác, Nhật Bản và Úc. Phiên bản này sử dụng "Tom Lord-Alge Mix" làm bài mặt A, khác biệt với bản trong album.
Ca khúc "A Message" được sử dụng trong các phim truyền hình Electric Dreams, One Tree Hill và Smallville. Bản nhạc ẩn (hidden track) "Til Kingdom Come" xuất hiện trong tập mở đầu mùa 5 của The Shield, tập 1 mùa 1 của Jericho và phim siêu anh hùng Người Nhện: Siêu nhện tái xuất (2012). Ngoài ra, Chris Martin trình bày phiên bản acoustic của bài hát cùng đàn organ nhà thờ tại tang lễ nguyên Cục trưởng Cục Tư pháp Delaware Beau Biden vào ngày 6 tháng 6 năm 2015. Ban nhạc cũng biểu diễn "Fix You" tại lễ tưởng niệm Steve Jobs do Apple tổ chức vào năm 2011, cùng nhiều ca khúc khác.

## Đánh giá chuyên môn

### Đánh giá
| Đánh giá chuyên môn  | Đánh giá chuyên môn |
| Điểm trung bình      | Điểm trung bình     |
| Nguồn                | Đánh giá            |
| -------------------- | ------------------- |
| Metacritic           | 72/100              |
| Nguồn đánh giá       |                     |
| Nguồn                | Đánh giá            |
| AllMusic             | [ 36 ]              |
| Blender              | [ 37 ]              |
| Entertainment Weekly | B                   |
| The Guardian         | [ 39 ]              |
| NME                  | 9/10                |
| Pitchfork            | 4,9/10              |
| Q                    | [ 42 ]              |
| Rolling Stone        | [ 43 ]              |
| Spin                 | B+                  |
| The Village Voice    | B                   |

X&Y nhận được nhiều phản hồi tích cực từ giới phê bình âm nhạc. Trên Metacritic (nền tảng tổng hợp điểm số chuẩn hóa từ 0-100 dựa trên các bài đánh giá chính thống), album đạt điểm trung bình là 72/100 từ 33 nhận xét. Blender tôn vinh đây là "kiệt tác" của Coldplay, trong khi NME mô tả album mang "sự tự tin, táo bạo, đầy tham vọng với loạt ca khúc hit tiềm năng", khẳng định Coldplay là "ban nhạc tiêu biểu của thời đại". Tạp chí Q đánh giá đây là "trải nghiệm chân thực và giàu cảm xúc hơn hẳn hai album trước". James Hunter (The Village Voice) nhận xét tác phẩm "hoàn hảo, tươi mới và đầy xúc cảm", còn Uncut khẳng định đây là "một tuyệt phẩm nhạc pop đích thực". Mikael Wood (tạp chí Spin) khen ngợi cách Coldplay "nâng tầm Britpop học trò thành nhạc rock đỉnh cao" mà vẫn giữ nguyên phong cách viết nhạc giản dị của Martin. Stephen Thomas Erlewine (AllMusic) khen ngợi album "chuyên nghiệp, vững vàng về mặt âm thanh, xứng đáng là hậu bản hoàn hảo của A Rush of Blood to the Head", đồng thời gọi đây là "một album xuất sắc và chỉn chu".
Tuy nhiên vẫn có một số đánh giá kém nhiệt tình hơn dành cho album. David Browne (Entertainment Weekly) cho rằng tham vọng âm nhạc đồ sộ của Coldplay "chỉ thành công một phần" dù công nhận nỗ lực đổi mới. Rhyannon Rodriguez (Kludge) cảm thấy album "thiếu tự nhiên" với âm thanh "yếu ớt một cách lộ liễu". Alexis Petridis (The Guardian) chỉ trích phần lời "thiếu cá tính, như thể được viết bởi nhân viên quảng cáo" dù giai điệu đẹp, còn Joe Tangari (Pitchfork) nhận xét album "nhạt nhòa nhưng không phản cảm, dễ nghe nhưng khó đọng lại." Mojo nhận xét thẳng thắn về nhạc phẩm: "ngập tràn cliché, phi logic và triết lý rẻ tiền; đôi lúc trở nên khó chịu". Thậm chí Robert Christgau (The Village Voice) gọi X&Y là "thất bại của tháng", chê Coldplay "cứng nhắc, nhạt nhẽo" và chỉ cho điểm B.
Album cũng vấp phải chỉ trích về sự tương đồng giữa "Speed of Sound" và "Clocks" - một trong những bài hit nổi tiếng nhất của họ. Kelefa Sanneh (Rolling Stone) so sánh X&Y kém hơn A Rush of Blood to the Head, cho rằng đây là "âm thanh của ban nhạc đang cố gắng duy trì phong độ" với "nhiều ca khúc không thực sự cất cánh", dù vẫn ghi nhận những "bản ballad tuyệt đẹp đúng chất Coldplay". Billboard xếp "Til Kingdom Come" ở vị trí 25 trong danh sách "40 bản deep cut xuất sắc nhất 2005", đánh giá cao sự kết hợp giữa phong cách Johnny Cash với phong cách của chính họ.

### Xếp hạng
| Nhà xuất bản      | Năm  | Danh sách                            | Vị trí    | Chú thích |
| ----------------- | ---- | ------------------------------------ | --------- | --------- |
| Blender           | 2005 | Tác phẩm hay nhất năm 2005           | 8         | [ 49 ]    |
| E! Online         | 2005 | Replay 2005 – Top 20 CD              | 10        | [ 50 ]    |
| Mojo              | 2005 | Album của năm 2005                   | 37        | [ 51 ]    |
| NME               | 2005 | Album hay nhất năm 2005              | 19        | [ 52 ]    |
| The Observer      | 2005 | Top 100 album hay nhất năm 2005      | 18        | [ 53 ]    |
| Q                 | 2005 | Các bản thu âm của năm 2005          | 1         | [ 54 ]    |
| Q                 | 2016 | Album vĩ đại nhất trong 30 năm qua   | Xuất hiện | [ 55 ]    |
| Radio X           | 2023 | 25 album hay nhất năm 2005           | Xuất hiện | [ 56 ]    |
| The Standard      | 2025 | Album hay nhất năm 2005              | Xuất hiện | [ 57 ]    |
| The Telegraph     | 2005 | Album vĩ đại nhất năm 2005           | 17        | [ 58 ]    |
| Uncut             | 2024 | 500 album vĩ đại nhất thập niên 2000 | 378       | [ 59 ]    |
| The Village Voice | 2005 | Pazz & Jop Critics Poll              | 32        | [ 60 ]    |
| WXPN              | 2021 | Album hay nhất mọi thời đại          | 659       | [ 61 ]    |

## Giải thưởng
| Năm  | Lễ trao giải                       | Hạng mục                             | Kết quả   | Chú thích |
| ---- | ---------------------------------- | ------------------------------------ | --------- | --------- |
| 2005 | Giải Fryderyk                      | Album ngoại ngữ xuất sắc nhất        | Đoạt giải | [ 62 ]    |
| 2005 | Giải Gaffa (Đan Mạch)              | Album quốc tế của năm                | Đoạt giải | [ 63 ]    |
| 2005 | IFPI Hong Kong Top Sales Awards    | Top 10 album ngoại ngữ bán chạy nhất | Đoạt giải | [ 64 ]    |
| 2005 | Giải Mercury                       | Giải Mercury                         | Đề cử     | [ 65 ]    |
| 2005 | Giải thưởng Âm nhạc MTV Châu Âu    | Album xuất sắc nhất                  | Đề cử     | [ 66 ]    |
| 2005 | Premios Oye!                       | Album tiếng Anh của năm              | Đoạt giải | [ 67 ]    |
| 2005 | Q Awards                           | Album xuất sắc nhất                  | Đề cử     | [ 68 ]    |
| 2005 | Rockbjörnen Awards                 | Album quốc tế xuất sắc nhất          | Đề cử     | [ 69 ]    |
| 2005 | RTHK International Pop Poll Awards | Album bán chạy nhất                  | Đoạt giải | [ 70 ]    |
| 2006 | Giải Brit                          | Album Anh của năm                    | Đoạt giải | [ 71 ]    |
| 2006 | Giải Grammy                        | Album rock xuất sắc nhất             | Đề cử     | [ 72 ]    |
| 2006 | Giải thưởng âm nhạc Hungary        | Album modern rock của năm            | Đề cử     | [ 73 ]    |
| 2006 | Giải IFPI                          | Album toàn cầu của năm 2005          | Đoạt giải | [ 74 ]    |
| 2006 | Giải Juno                          | Album của năm                        | Đoạt giải | [ 75 ]    |
| 2006 | Giải thưởng âm nhạc Meteor         | Album quốc tế xuất sắc nhất          | Đề cử     | [ 76 ]    |
| 2006 | Giải thưởng âm nhạc NRJ            | Album quốc tế của năm                | Đề cử     | [ 77 ]    |
| 2006 | Giải thưởng âm nhạc Žebřík         | Album ngoại ngữ xuất sắc nhất        | Hạng nhất | [ 78 ]    |

## Diễn biến thương mại

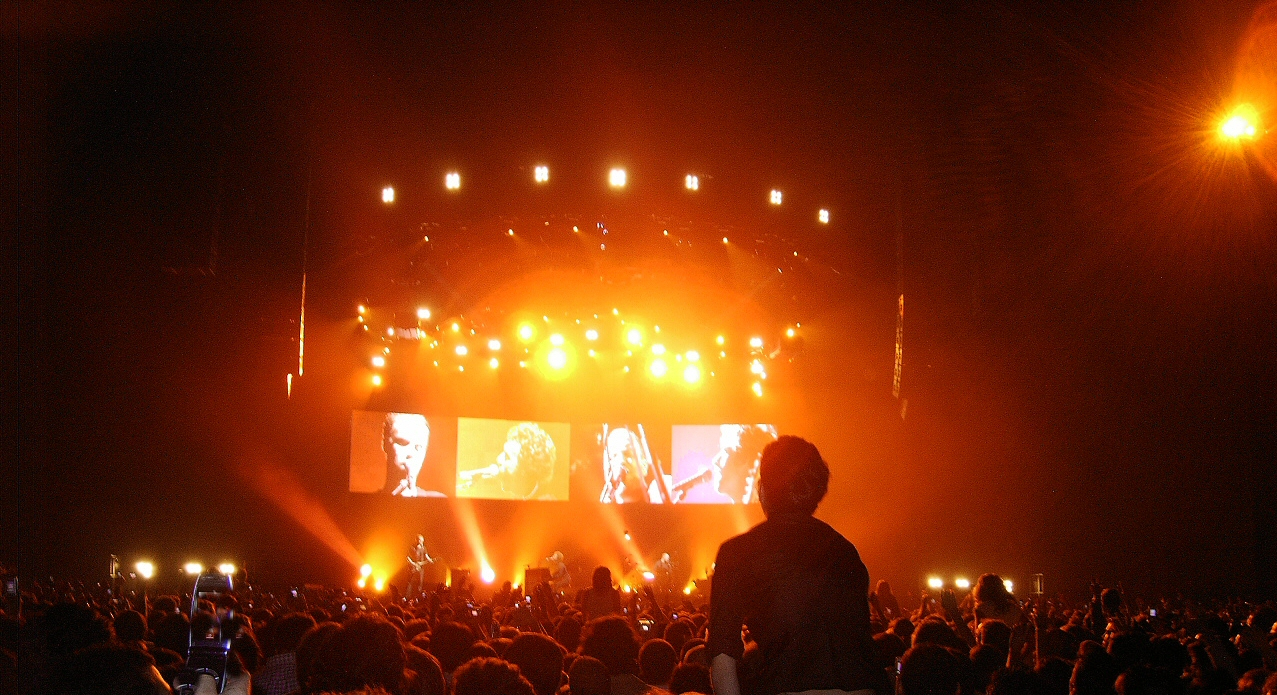
Coldplay biểu diễn trong Twisted Logic Tour tại Pavilhão Atlântico, Lisbon, Bồ Đào Nha vào năm 2005

Dù bị rò rỉ trước một tuần phát hành, X&Y đã giành vị trí quán quân ở 32 quốc gia. Album trở thành tác phẩm bán chạy nhất năm 2005 với 8,3 triệu bản toàn cầu, trong khi ngành công nghiệp âm nhạc lúc đó ghi nhận mức sụt giảm 3% doanh số. Trên iTunes, đây là lần đầu tiên một album nhạc số đặt trước đứng đầu bảng xếp hạng tại tất cả 19 quốc gia có cửa hàng này. Đến tháng 3 năm 2006, EMI công bố album đã bán được 9,9 triệu bản. Tại Anh, X&Y ra mắt ở vị trí đầu bảng UK Albums Chart với 464.471 bản, trở thành album quán quân thứ ba của Coldplay và có tuần bán mở màn lớn thứ ba trong lịch sử nước này lúc bấy giờ. Tính đến tháng 1 năm 2025, album vẫn giữ vị trí thứ sáu trong danh sách những album bán chạy nhanh nhất Vương quốc Anh, chỉ sau các tác phẩm của Take That, the Beatles, Ed Sheeran, Oasis và Adele.
X&Y nắm giữ ngôi đầu bảng European Top 100 Albums suốt 13 tuần liên tiếp từ tháng 6 đến tháng 8 năm 2005. Đến tháng 7 năm 2013, Hiệp hội Công nghiệp Ghi âm Anh (BPI) trao cho album chứng nhận đĩa Bạch kim 9 lần, trong khi Music Week xếp tác phẩm ở vị trí thứ 9 trong danh sách "Album bán chạy nhất thế kỷ 21". Tính đến tháng 10 năm 2021, X&Y đã bán được hơn 2,8 triệu bản tại Anh, trở thành album thành công thứ hai của Coldplay sau A Rush of Blood to the Head (2002).
Tại Mỹ, giới truyền thông coi X&Y là cột mốc quan trọng của ban nhạc. Album ra mắt ở vị trí số 1 trên Billboard 200 với 737,000 bản trong tuần đầu (một kỷ lục của Capitol Records), dù cạnh tranh khốc liệt với các tác phẩm cùng thời của Black Eyed Peas, Shakira và The White Stripes. Coldplay giữ vững ngôi quán quân Billboard 200 suốt 3 tuần, trở thành nhóm nhạc Anh có thành tích dài nhất trên bảng xếp hạng kể từ The Beatles. Hiệp hội Công nghiệp Ghi âm Hoa Kỳ (RIAA) chứng nhận cho album đĩa Bạch kim 3 lần cho doanh số 3 triệu bản. Ở Canada, album ra mắt ở vị trí số 1 với 105.000 bản - gấp đôi kỷ lục tác phẩm đầu tay trước đó của năm. Đến tháng 12 năm 2008, X&Y được chứng nhận Bạch kim 5 lần với 500.000 bản tiêu thụ. 

## Di sản
Paul de Revere (Pitchfork) nhận định album đã củng cố vị thế Coldplay như một trong những ban nhạc rock lớn nhất thế giới. Ngược lại, Carl Williott (Idolator) cho rằng "trong bối cảnh garage rock hồi sinh năm 2005, những khiếm khuyết vốn là dấu hiệu của sự chân thực với các nghệ sĩ guitar, thì sự hoàn hảo được tính toán kỹ lưỡng của X&Y lại trở nên cực kỳ lỗi thời" sau khi phát hành, khiến ban nhạc hứng chịu làn sóng chỉ trích. Ryan Leas (Stereogum) nhận xét đây là điểm kết thúc hợp lý cho "khuôn mẫu Coldplay nguyên bản", dẫn lối cho hướng tiếp cận thể nghiệm trong Viva la Vida or Death and All His Friends (2008). Năm 2017, album được đưa vào bộ sưu tập của Bảo tàng V&A.
Các thành viên Coldplay nhiều lần bày tỏ sự không hài lòng với X&Y. Martin từng bộc bạch mong muốn làm lại album, thừa nhận: "[X&Y] có vài giai điệu hay và bài hát tốt. Nhưng về cơ bản chúng tôi đã thất bại trong khâu sản xuất và biên tập. Album quá dài, quá nhiều bài hát và tôi hát về cùng một thứ quá nhiều". Anh đặc biệt không ưa "Speed of Sound" và "Talk", nhưng tự hào về "Fix You" vì đã giúp nhóm vượt qua "hai năm cực kỳ khó khăn". Nghệ sĩ bass Guy Berryman cho rằng album sẽ tốt hơn nếu được biên tập lại, trong khi nghệ sĩ guitar Jonny Buckland mô tả chặng lưu diễn tại Mỹ của Twisted Logic Tour là điểm trũng sự nghiệp khi họ "khá u sầu" và "rối bời".

## Danh sách ca khúc
Tất cả ca khúc do Coldplay sáng tác với sự hợp tác sản xuất của Danton Supple và Ken Nelson, trừ chỗ ghi chú.
| X track listing | X track listing | X track listing                              | X track listing |
| STT             | Nhan đề         | Sáng tác                                     | Thời lượng      |
| --------------- | --------------- | -------------------------------------------- | --------------- |
| 1.              | "Square One"    |                                              | 4:47            |
| 2.              | "What If"       |                                              | 4:57            |
| 3.              | "White Shadows" |                                              | 5:28            |
| 4.              | "Fix You"       |                                              | 4:54            |
| 5.              | "Talk"          | Coldplay Ralf Hütter Karl Bartos Emil Schult | 5:11            |
| 6.              | "X&Y"           |                                              | 4:34            |

| Y track listing | Y track listing        | Y track listing |
| STT             | Nhan đề                | Thời lượng      |
| --------------- | ---------------------- | --------------- |
| 7.              | "Speed of Sound"       | 4:48            |
| 8.              | "A Message"            | 4:45            |
| 9.              | "Low"                  | 5:32            |
| 10.             | "The Hardest Part"     | 4:25            |
| 11.             | "Swallowed in the Sea" | 3:58            |
| 12.             | "Twisted Logic"        | 5:01            |

| Hidden track     | Hidden track       | Hidden track |
| STT              | Nhan đề            | Thời lượng   |
| ---------------- | ------------------ | ------------ |
| 13.              | "Til Kingdom Come" | 4:10         |
| Tổng thời lượng: | Tổng thời lượng:   | 62:30        |

| Japanese edition first pressing bonus track | Japanese edition first pressing bonus track | Japanese edition first pressing bonus track |
| STT                                         | Nhan đề                                     | Thời lượng                                  |
| ------------------------------------------- | ------------------------------------------- | ------------------------------------------- |
| 14.                                         | "How You See the World"                     | 4:04                                        |
| Tổng thời lượng:                            | Tổng thời lượng:                            | 66:34                                       |

Ghi chú
- "Twisted Logic" kết thúc ở phút 4:31 trong bản vật lý, sau đó là 30 giây yên lặng. Đoạn này bị lược bỏ trong bản streaming.
- "Til Kingdom Come" chỉ được đề tên là "+" trong các dòng ghi chú (liner notes).

Đề tên sample
- "Talk" chứa một sample của bài "Computer Love" (do Ralf Hütter, Karl Bartos và Emil Schult sáng tác).

## Bảng xếp hạng
| Bảng xếp hạng (2005)                     | Vị trí cao nhất |
| ---------------------------------------- | --------------- |
| Album Argentina (CAPIF)                  | 1               |
| Album Úc (ARIA)                          | 1               |
| Album Áo (Ö3 Austria)                    | 1               |
| Album Bỉ (Ultratop Vlaanderen)           | 1               |
| Album Bỉ (Ultratop Wallonie)             | 1               |
| Brazilian Albums (ABPD)                  | 9               |
| Album Canada (Billboard)                 | 1               |
| Album Chile (IFPI)                       | 1               |
| Album Séc (IFPI)                         | 8               |
| Album Đan Mạch (Hitlisten)               | 1               |
| Album Hà Lan (Album Top 100)             | 1               |
| European Top 100 Albums (Billboard)      | 1               |
| Album Phần Lan (Suomen virallinen lista) | 1               |
| Album Pháp (SNEP)                        | 1               |
| Album Đức (Offizielle Top 100)           | 1               |
| Album Hy Lạp (IFPI)                      | 1               |
| Album Hồng Kông (HKRMA)                  | 1               |
| Album Hungaria (MAHASZ)                  | 13              |
| Album Ireland (IRMA)                     | 1               |
| Album Ý (FIMI)                           | 1               |
| Album Nhật Bản (Oricon)                  | 1               |
| Album Mexico (Top 100 Mexico)            | 1               |
| Album New Zealand (RMNZ)                 | 1               |
| Album Na Uy (VG-lista)                   | 1               |
| Album Ba Lan (ZPAV)                      | 3               |
| Album Bồ Đào Nha (AFP)                   | 1               |
| Album Scotland (OCC)                     | 1               |
| Album quốc tế Hàn Quốc (Gaon)            | 22              |
| Album Tây Ban Nha (PROMUSICAE)           | 2               |
| Album Thụy Điển (Sverigetopplistan)      | 1               |
| Album Thụy Sĩ (Schweizer Hitparade)      | 1               |
| Album Đài Loan (Five Music)              | 1               |
| Album Anh Quốc (OCC)                     | 1               |
| Album Hoa Kỳ Billboard 200               | 1               |
| Album Hoa Kỳ Top Catalog (Billboard)     | 1               |
| Album Hoa Kỳ Top Rock (Billboard)        | 11              |

| Bảng xếp hạng (2016)                     | Vị trí cao nhất |
| ---------------------------------------- | --------------- |
| South Korean International Albums (Gaon) | 32              |

| Bảng xếp hạng (2005)                                       | Vị trí |
| ---------------------------------------------------------- | ------ |
| Album Argentina (CAPIF)                                    | 4      |
| Album Úc (ARIA)                                            | 8      |
| Album Úc (Ö3 Austria)                                      | 8      |
| Album Bỉ (Ultratop Flanders)                               | 1      |
| Album alternative Bỉ (Ultratop Flanders)                   | 1      |
| Album Bỉ (Ultratop Wallonia)                               | 8      |
| Album Đan Mạch (Hitlisten)                                 | 11     |
| Album Hà Lan (Album Top 100)                               | 5      |
| Album châu Âu (Billboard)                                  | 3      |
| Album Phần Lan (Suomen viralinen lista)                    | 7      |
| Album Pháp (SNEP)                                          | 25     |
| Album Đức (Offizielle Top 100)                             | 6      |
| Album Ireland (IRMA)                                       | 5      |
| Album Ý (FIMI)                                             | 16     |
| Album Nhật Bản (Oricon)                                    | 90     |
| Album Mexico (Top 100 Mexico)                              | 30     |
| Album New Zealand (RMNZ)                                   | 3      |
| Album Tây Ban Nha (PROMUSICAE)                             | 23     |
| Album Thụy Điển (Sverigetopplistan)                        | 15     |
| Albums & nhạc phẩm tuyển tập Thụy Điển (Sverigetopplistan) | 16     |
| Album Thụy Sĩ (Schweizer Hitparade)                        | 2      |
| Album Liên hiệp Anh (OCC)                                  | 2      |
| Billboard 200 (Hoa Kỳ)                                     | 14     |
| Album toàn thế giới (IFPI)                                 | 1      |

| Bảng xếp hạng (2006)                                       | Vị trí |
| ---------------------------------------------------------- | ------ |
| Album Úc (ARIA)                                            | 26     |
| Album Úc (Ö3 Austria)                                      | 50     |
| Album Bỉ (Ultratop Flanders)                               | 17     |
| Album Bỉ (Ultratop Wallonia)                               | 72     |
| Album alternative Bỉ (Ultratop Flanders)                   | 10     |
| Album Đan Mạch (Hitlisten)                                 | 55     |
| Album Hà Lan (Album Top 100)                               | 52     |
| Album châu Âu (Billboard)                                  | 14     |
| French Albums (SNEP)                                       | 72     |
| Album Đức (Offizielle Top 100)                             | 37     |
| Album Ý (FIMI)                                             | 54     |
| Album Thụy Điển (Sverigetopplistan)                        | 42     |
| Album và nhạc phẩm tuyển tập Thụy Điển (Sverigetopplistan) | 51     |
| Album Thụy Điển (Schweizer Hitparade)                      | 68     |
| Album Liên hiệp Anh (OCC)                                  | 49     |
| Billboard 200 (Hoa Kỳ)                                     | 89     |

| Bảng xếp hạng (2007)                            | Vị trí |
| ----------------------------------------------- | ------ |
| Album giá trung bình của Bỉ (Ultratop Flanders) | 10     |
| Album giá trung bình của Bỉ (Ultratop Wallonia) | 5      |
| Album Liên hiệp Anh (OCC)                       | 190    |

| Bảng xếp hạng (2008)                            | Vị trí |
| ----------------------------------------------- | ------ |
| Album giá trung bình của Bỉ (Ultratop Flanders) | 30     |
| Album giá trung bình của Bỉ (Ultratop Wallonia) | 14     |
| Album Liên hiệp Anh (OCC)                       | 195    |

| Bảng xếp hạng (2009)                            | Vị trí |
| ----------------------------------------------- | ------ |
| Album giá trung bình của Bỉ (Ultratop Wallonia) | 49     |

| Bảng xếp hạng (2000–2009) | Vị trí |
| ------------------------- | ------ |
| Album Úc (ARIA)           | 38     |
| Album Liên hiệp Anh (OCC) | 12     |
| Billboard 200 (Hoa Kỳ)    | 130    |

| Bảng xếp hạng             | Vị trí |
| ------------------------- | ------ |
| Album Liên hiệp Anh (OCC) | 33     |

## Chứng nhận và doanh số
| Quốc gia | Chứng nhận  | Số đơn vị/doanh số chứng nhận |
| --- | ----------- | ----------------------------- |
| Argentina (CAPIF) | 3× Bạch kim | 120.000^                      |
| Argentina (CAPIF) Latin American Tour Edition                                                                                                  | 2× Bạch kim | 80.000^                       |
| Úc (ARIA) | 6× Bạch kim | 420.000^                      |
| Áo (IFPI Áo) | Bạch kim    | 30.000*                       |
| Bỉ (BEA) | 2× Bạch kim | 100.000*                      |
| Brasil (Pro-Música Brasil) | Vàng        | 50.000*                       |
| Canada (Music Canada) | 5× Bạch kim | 500.000^                      |
| Đan Mạch (IFPI Đan Mạch) | 6× Bạch kim | 120.000‡                      |
| Phần Lan (Musiikkituottajat) | Bạch kim    | 34,222                        |
| Pháp (SNEP) | 2× Bạch kim | 400.000*                      |
| Đức (BVMI) | 3× Bạch kim | 900.000^                      |
| Hy Lạp (IFPI Hy Lạp) | Vàng        | 10.000^                       |
| Ireland (IRMA) | 8× Bạch kim | 120.000^                      |
| Italy | —           | 181,000                       |
| Ý (FIMI) Doanh số tính từ năm 2009 | Bạch kim    | 50.000‡                       |
| Nhật Bản (RIAJ) | Vàng        | 100.000^                      |
| México (AMPROFON) | Bạch kim    | 100.000^                      |
| Hà Lan (NVPI) | Bạch kim    | 80.000^                       |
| New Zealand (RMNZ) | 6× Bạch kim | 90.000^                       |
| Bồ Đào Nha (AFP) | 2× Bạch kim | 40.000^                       |
| Nga (NFPF) | Vàng        | 10.000*                       |
| South Korea | —           | 15,132                        |
| Tây Ban Nha (PROMUSICAE) | 2× Bạch kim | 200.000^                      |
| Thụy Điển (GLF) | Bạch kim    | 60.000^                       |
| Thụy Sĩ (IFPI) | 2× Bạch kim | 80.000^                       |
| Anh Quốc (BPI) | 9× Bạch kim | 2,829,776                     |
| Hoa Kỳ (RIAA) | 3× Bạch kim | 3,158,000                     |
| Tổng hợp |             |                               |
| Châu Âu (IFPI) | 5× Bạch kim | 5.000.000*                    |
| * Chứng nhận dựa theo doanh số tiêu thụ. ^ Chứng nhận dựa theo doanh số nhập hàng. ‡ Chứng nhận dựa theo doanh số tiêu thụ và phát trực tuyến. |             |                               |